# Деметрис Николс
Деметрис Николс (енгл. Demetris Nichols; Бостон, Масачусетс, 4. септембар 1984) је амерички кошаркаш. Игра на позицијама крила и крилног центра.

## Биографија
Николс је током колеџ каријере наступао за универзитет Сиракјуз, а 2007. године га је као 53 пика на драфту изабрала екипа Портланда, али га је аутоматски проследила у Њујорк. Никси су га отпустили пре почетка сезоне, а онда је потписао за Кливленд који га је исте сезоне послао у Чикаго, а Булси у Развојну лигу где се истакао у дресу Ајове. Потом је кратко био члан Никса, да би у Европу стигао 2009. у тим француског Гравлена а касније је у истој земљи играо за Виши и Шоле. Током 2012. и 2013. је играо у Доминиканској Републици, Порторику а био је и члан Су Фолс скајфорса. У сезони 2013/14. је играо за Краснаја Крила и ту је добрим партијама привукао пажњу московског ЦСКА који га доводи у августу 2014. године. Са њима проводи наредне две сезоне и осваја Евролигу 2016. и две ВТБ лиге. У сезони 2016/17. био је играч Панатинаикоса. У сезони 2017/18. је био играч Цедевите. Са њима је освојио Суперкуп Јадранске лиге а касније и Куп и Првенство Хрватске.

## Успеси

### Клупски
- ЦСКА Москва:
  - Евролига (1): 2015/16.
  - ВТБ јунајтед лига (2): 2014/15, 2015/16.

- Панатинаикос:
  - Првенство Грчке (1): 2016/17.
  - Куп Грчке (1): 2017.

- Цедевита:
  - Првенство Хрватске (1): 2017/18.
  - Куп Хрватске (1): 2018.
  - Суперкуп Јадранске лиге (1): 2017.

### Појединачни
- Идеална петорка НБА развојне лиге (1): 2012/13.
- Учесник Ол-стар утакмице НБА развојне лиге (1): 2012/13.